# 凱旋門

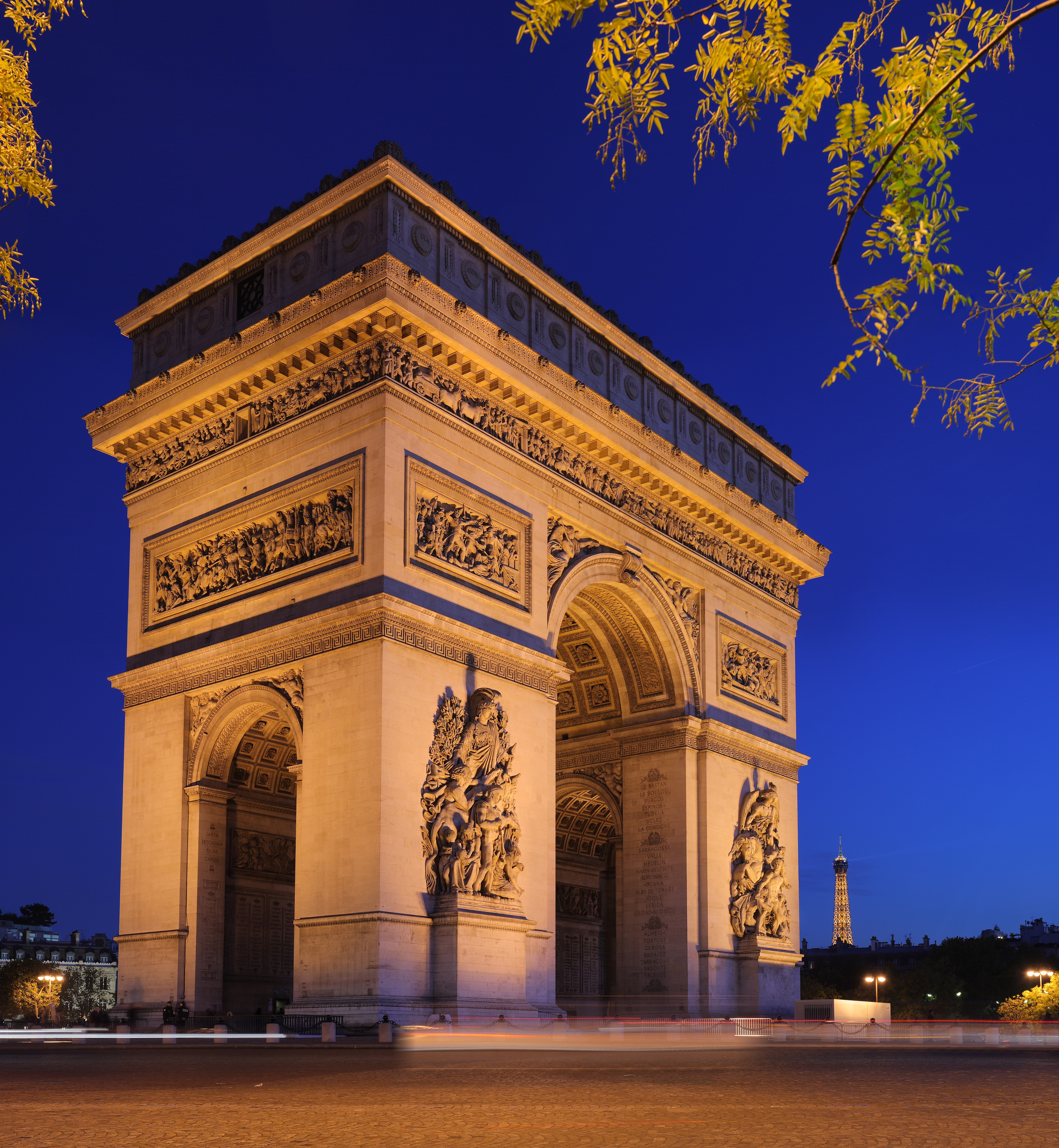
エトワール凱旋門

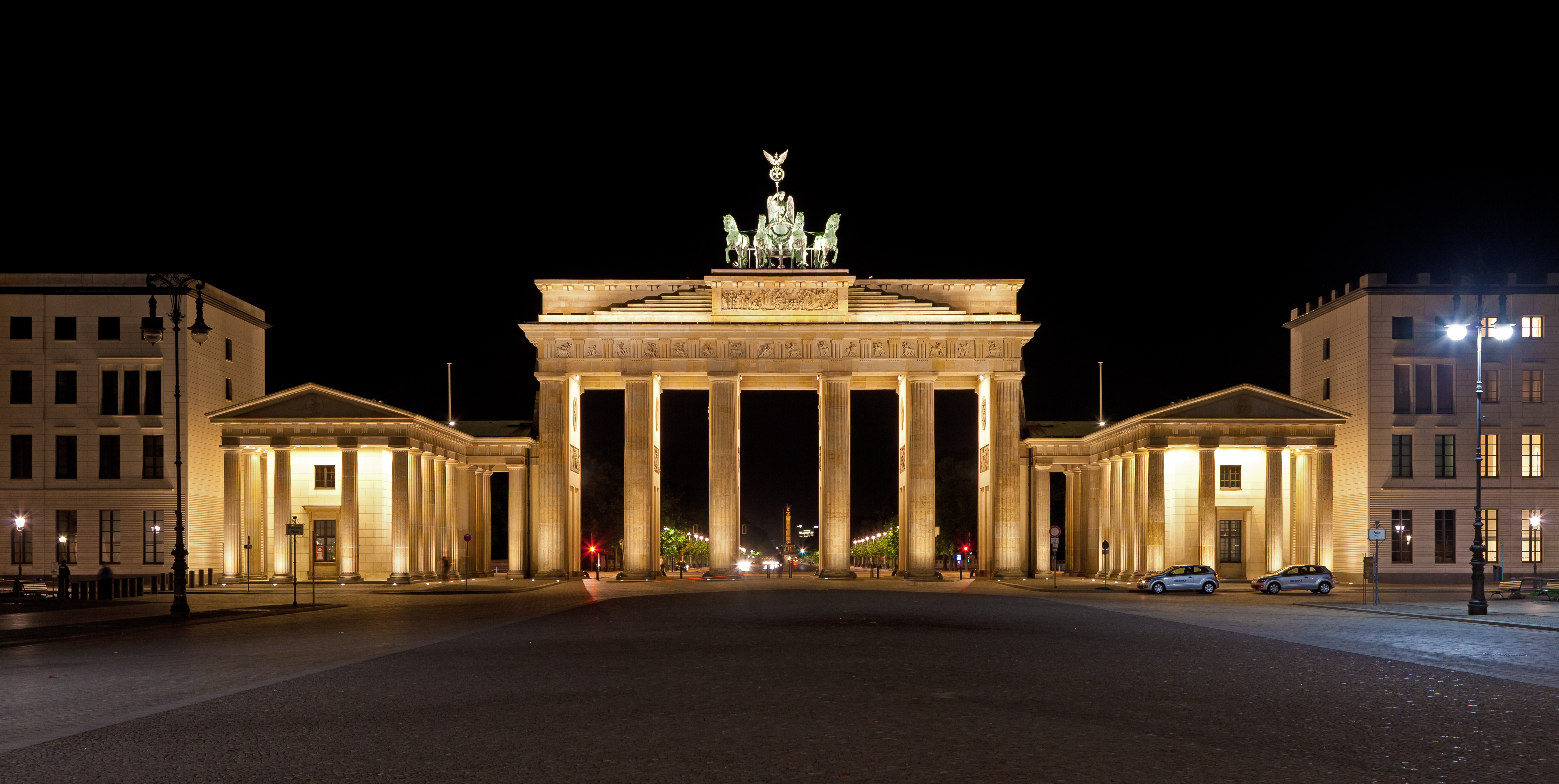
ブランデンブルク門

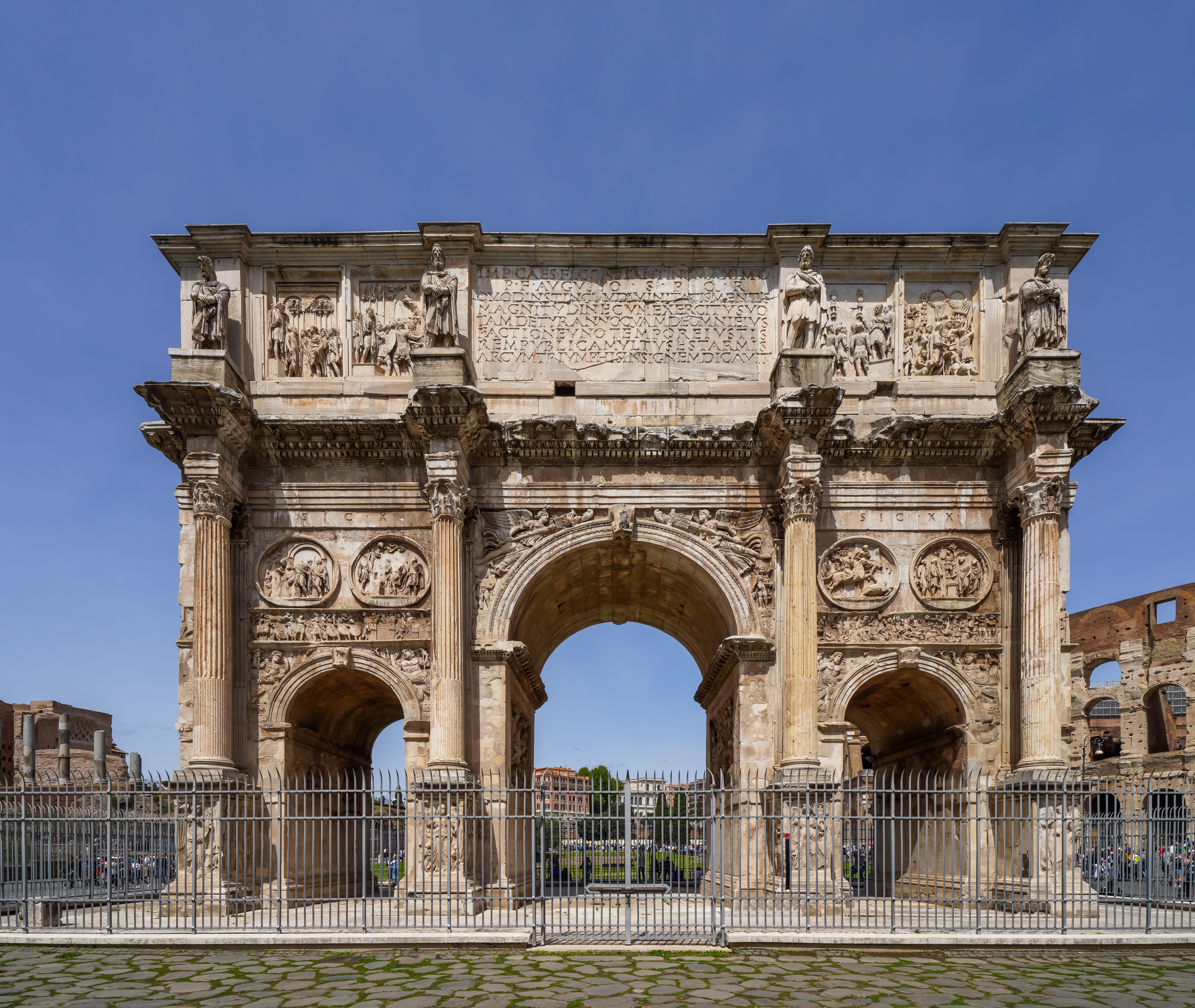
コンスタンティヌスの凱旋門

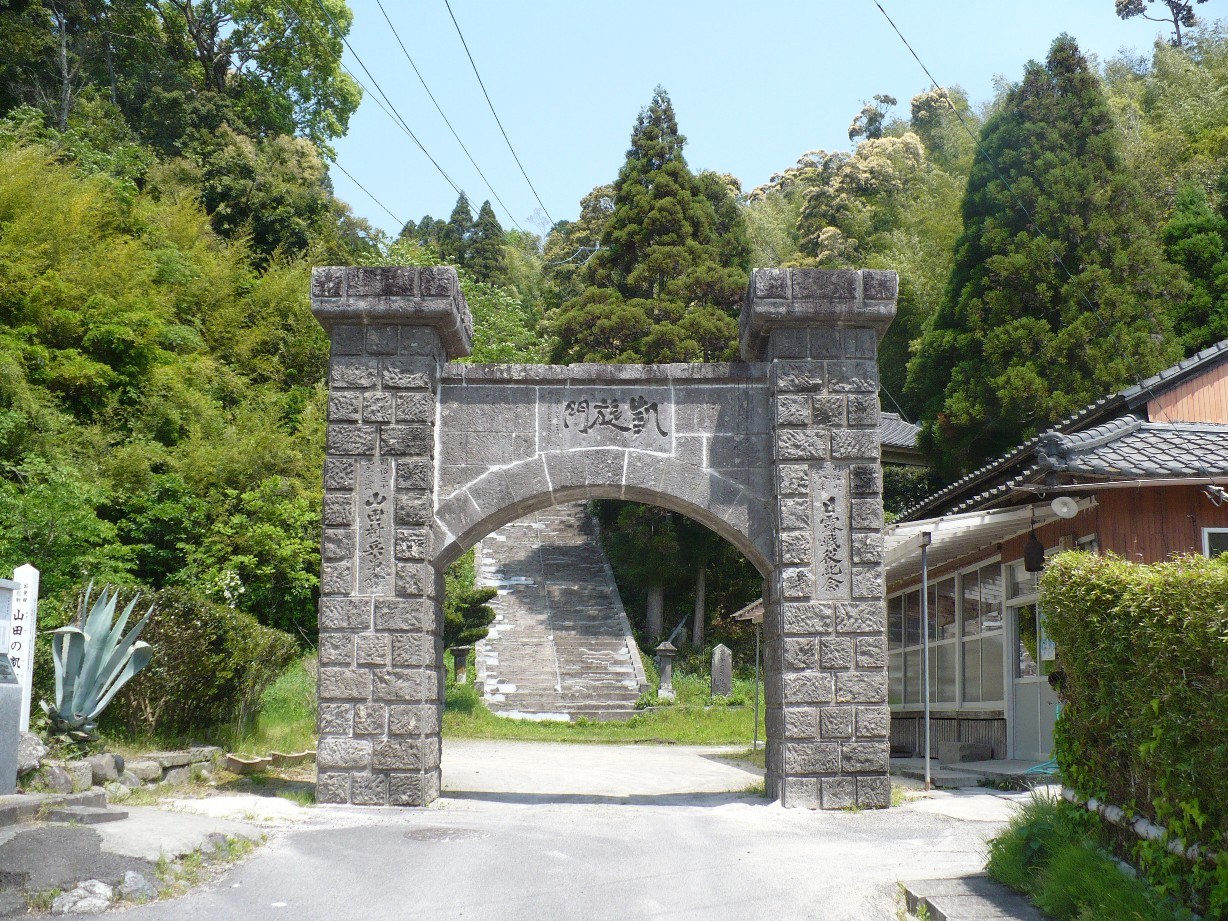
「山田の凱旋門」（鹿児島県姶良市）

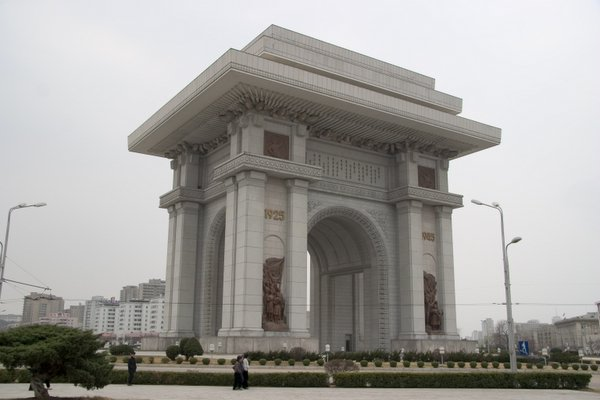
平壌凱旋門

凱旋門（がいせんもん、仏: Arc de triomphe、英: Triumphal arch）は、軍事的勝利を讃え、その勝利をもたらした皇帝や将軍、国家元首や軍隊が、凱旋式を行う記念のために作られた門。発祥の歴史は古代ローマ時代まで遡る。
中央の大きな門と両脇に小さめの二つの門が設けられる三門形式が多い。
建築物としてはナポレオン・ボナパルトがフランスのパリに作らせたエトワール凱旋門（1836年）が有名であるが、これも古代ローマの風習にならったものである。
現存する古代ローマの凱旋門は多数あるが、壊されたり、別の建物の建材になったりしたため、完全な形で残っているものは少ない。その中ではコンスタンティヌスの凱旋門が史跡として貴重である。凱旋「門」となってはいるが、古代ローマでは都市城壁や城門とは独立して建てられた記念碑的建造物であった。

## 古代ローマの凱旋門

### コンスタンティヌスの凱旋門
当時、副帝だったコンスタンティヌス帝が、正帝のマクセンティウス帝に対し、312年にミルヴィオ橋の戦いで勝利したことを記念して、315年に作られた凱旋門だと言われている。コロッセオのすぐ側に立てられており、高さは約25m。帝政ローマ時代の凱旋門の中では最も大きいと言われている。装飾などは古い凱旋門などから剥ぎ取って使われたと言われている。フランスのエトワール凱旋門のモデルにもなっている。

## 日本における凱旋門
日本の凱旋門は、各種祝賀行事の際に建てられていた「緑門（りょくもん）」が起源である。緑門とは、門の前面をスギやヒノキなどの若葉で飾り付けられた簡素な門のことであるが、日清戦争の終結時に日比谷や三越百貨店の前などに大型の凱旋門が作られたことをきっかけにして、一気に大型化の方向に進んだ。
日露戦争の終結時には最高潮を迎え、日本各地にフランスのエトワール凱旋門を意識した大型の門が無数に建設された。こうした動きは、建設ラッシュとも呼べる異様な盛り上がりを見せた。仮設ではあるものの浅草の雷門ですら凱旋門化したという。京橋に作られた凱旋門は高さが18mに達したと伝えられている。また凱旋門ではないものの、1903年建造の初代通天閣はエッフェル塔とエトワール凱旋門を模して建てられた。
日本の凱旋門の出自が緑門であることから、市街地に作られた凱旋門の多くは一定期間後に取り壊される運命にあった。例えば、雷門の凱旋門も建築1年後に取り壊されている。だが、地方では、そのまま保存された門もあり、2006年現在、静岡県浜松市や鹿児島県姶良市などに、数基の凱旋門が現存している。
姶良市の凱旋門は、2003年に登録有形文化財に登録されたことを契機に補修工事を受けており、これを記念して、地元の白金酒造が「凱旋門」という焼酎を限定で醸造している。
また、かつてフジテレビジョンが河田町にあった当時、東京女子医大病院側にあった正門も、「凱旋門」と呼ばれた。

## 主な凱旋門

### 古代の凱旋門
- コンスタンティヌスの凱旋門
- アウグストゥスの凱旋門
- セプティミウス・セウェルスの凱旋門
- ティトゥスの凱旋門
- パルティアの凱旋門

### 近代の凱旋門
- サン＝ドニ門（英語版）（フランス・パリ）
- カルーゼル凱旋門（フランス・パリ）
- エトワール凱旋門（フランス・パリ）
- ブランデンブルク門（ドイツ・ベルリン）
- ウェリントン・アーチ（英語版）（イギリス・ロンドン）
- バルセロナ凱旋門（英語版）（スペイン・バルセロナ）
- キシナウ凱旋門（英語版）（モルドバ・キシナウ）
- 勝利の門（英語版）（ドイツ・ミュンヘン）
- ワシントン・スクエア公園の凱旋門（英語版）（アメリカ合衆国・ニューヨーク）

### 現代の凱旋門
- ブカレスト凱旋門（ルーマニア・ブカレスト）
- アヌサーワリー・パトゥーサイ（ラオス・ヴィエンチャン）
- 平壌凱旋門（朝鮮民主主義人民共和国・平壌）※エトワール凱旋門より10mほど大きく、世界で最も大きい凱旋門とされている。
- 第二次世界大戦記念碑（アメリカ合衆国・ワシントンD.C.）
- マケドニア門（英語版）（北マケドニア・スコピエ）
- 台北府城北門 （台湾・台北市）